# أحمد يعقوب المقلة
أحمد يعقوب المقلة هو مخرج بحريني مبدع ومتمرس أخرج العديد من المسلسلات الدرامية البحرينية والقطرية الناجحة، حيث تميز بأخراجه للمسلسلات بطريقة درامية وحية ومنح القصة أكثر واقعية وعفوية زادت شهرته عندما أبدع بإخراج مسلسلات الكاتبة القطرية وداد الكواري.
التحق بالعمل في هيئة إذاعة وتلفزيون البحرين في عام 1982م بوظيفة(مساعد مخرج)، ولايزال يعمل بها بوظيفة (مخرج تلفزيوني أول).

## أعماله
| - غناوي بو تعب. 1991 - صور قديمة. 1992 - البيت العود. 1993 - فرجان لول. 1994 - حالات [[1994 - ملفى الأياويد 1995 - تمثيلية أم ناصر 1995 - أبيض..اسود 1996 - حزاوي الدار. 1996 - حزاوي الدار 2.1997 - سعدون. 1998 - العوسج (مسلسل سوري شارك في إخراجة عام 1998) - نيران. [2000 (للكاتب أمين صالح) | - طعم الأيام 2001 - السديم. 2002 - حكم البشر.(للكاتبه وداد الكواري) 2002 - دمعة عمر. 2003 - يوم آخر.(للكاتبه وداد الكواري) 2003 - بعد الشتات.(للكاتبه وداد الكواري) 2004 - عندما تغني الزهور.(للكاتبه وداد الكواري) 2005 - قيود الزمن. 2006 تأليف سهر وأمين صالح - نعم ولا.(للكاتبه وداد الكواري) 2007 - مسلسل ظل الياسمين.(للكاتبه وداد الكواري) 2008 - بنات آدم 2010 (للكاتب جمال سالم) - متلف الروح 2010 (للكاتب مهدي الصايغ) |

### مسلسلات
| العام       | اسم المسلسل       | الكاتب                                  | الطاقم الفني |
| 1991 - 2000 |                   |                                         | |
| 1991        | غناوي بو تعب      | علي الشرقاوي                            | بطولة : عبد الله ملك، ألحان : يعقوب يوسف، بمشاركة : فرقة البحرين للفنون الشعبية، إنتاج : تلفزيون البحرين، (تراثي غنائي) |
| 1992        | صور قديمة         | راشد الجودر:                            | موسيقى : جمال السيد، بمشاركة : فرقة البحرين للفنون الشعبية وطلبة وطالبـات من المدارس الحكومية، إنتاج : تلفزيون البحرين (تراثي غنائي) |
| 1993        | البيت العود       | راشد الجودر                             | بطولة : عبد الله ملك، يوسف بوهلول، مريم زيمان، علي الغرير، جمعان الرويعي، إبراهيم بحر، أشعار: علي الشرقاوي، بمشاركة : فرقة الفنون الشعبية، إنتاج تلفزيون البحرين |
| 1994        | فرجان لوُل         | راشد الجودر                             | بطولة : عبد الله ملك، يوسف بوهلول، مريم زيمان، علي الغرير، زينب العسكري، إبراهيم بحر، جمعان الرويعي، أشعار : علي الشرقاوي، إنتاج : تلفزيون البحرين. |
| 1994        | حالات             | أمين صالح                               | بطولة نخبة من نجوم البحرين، وهو مسلسل كوميدي من 3 أجزاء، إنتاج : تلفزيون البحرين. |
| 1995        | ملفى الأياويد     | راشد الجودر                             | بطولة : عبد الله ملك، سعد البوعينين، مريم زيمان، إبراهيم بحر، أشعار: علي الشرقاوي، إنتاج تلفزيون البحرين |
| 1996        | أبيض.. أسود       | أمين صالح                               | بطولة : مصطفى رشيد، نخبة من نجوم البحرين (كوميدي من 3 اجزاء)، إنتاج تلفزيون البحرين |
| 1996        | حزاوي الدار       | راشد الجودر                             | بطولة : يوسف بوهلول، مريم زيمان، إبراهيم بحر، (15 حلقة)، إنتاج تلفزيون البحرين |
| 1997        | حزاوي الدار 2     | راشد الجودر                             | بطولة : يوسف بوهلول، مريم زيمان، إبراهيم بحر، (15 حلقة)، إنتاج تلفزيون البحرين |
| 1998        | سعدون             | راشد الجودر                             | بطولة : جمعان الرويعي، احمد ميلي، علي الغرير، يوسف بوهلول، امينة القفاص، زينب العسكري، إبراهيم بحر (15 حلقة)، منتج منفذ : صلاح جناحي، إنتاج تلفزيون البحرين |
| 2000        | نيران             | امين صالح (مستوحاه من رواية أبنة النار) | بطولة : محمد المنصور، جاسم النبهان، جمعان الرويعي، هيفاء حسين، مريم زيمان، لطيفة المجرن، سعد البوعينين، مبارك خميس، المسلسل فانتازي تراثي من 30 حلقة، مدير إنتاج : صلاح جناحي، إنتاج : تلفزيون البحرين                                                                   |
| 2001 - 2010 |                   |                                         | |
| 2001        | طعم الأيام        | اسمهان توفيق                            | بطولة : محمد العلي، اسمهان توفيق، جاسم نبهان، عبد المحسن النمر، عبير أحمد، بدرية أحمد، إنتاج : تلفزيون السعودية (30 حلقة) |
| 2002        | السديم            | امين صالح                               | بطولة : أحلام محمد، قحطان القحطاني، مبارك خميس، هيفاء حسين، إنتاج : تلفزيون البحرين.(30 حلقة) |
| 2002        | حكم البشر         | وداد الكواري                            | بطولة : سعاد عبد الله، عبد العزيز جاسم، هيفاء حسين، هدى الخطيب، غازي حسين، سميرة احمد، منتج منفذ: المنار للإنتاج الفني.، إنتاج : تلفزيون قطر |
| 2003        | دمعة عمر          | سهر                                     | معالجة درامية : اسمهان توفيق، بطولة : زينب العسكري، طيف، عبد الرحمن العقل، لطيفة مجرن، تركي اليوسف، منتج منفذ: الجديرة للإنتاج الفني، إنتاج : تلفزيون السعودية (30 حلقة)                                                                                                 |
| 2003        | يوم آخر           | وداد الكواري                            | بطولة : عبد العزيز جاسم، غازي حسين، هيفاء حسين، هدى الخطيب، زهره عرفات. منتج منفذ : المنار للإنتاج الفني، إنتاج : تلفزيون قطر. |
| 2004        | بعد الشتات        | وداد الكواري                            | بطولة : سعاد عبد الله، عبد العزيز جاسم، محمد وفيق، زهره عرفات، عبد الله عبد العزيز، مدير التصوير : عبد الرحمن الملا، المقدمة : عبد المجيد عبد الله، منتج منفذ : المنار للإنتاج الفني، إنتاج : تلفزيون قطر.                                                               |
| 2005        | عندما تغني الزهور | وداد الكواري                            | بطولة : حياة الفهد، عبد العزيز جاسم، هدى الخطيب، مدير التصوير : عبد الرحمن الملا، المقدمة : راشد الماجد، منتج منفذ : المنار للإنتاج الفني، إنتاج : تلفزيون قطر. |
| 2006        | قيود الزمن        | سهر                                     | معالجة درامية : امين صالح، بطولة : هيفاء حسين، يوسف بوهلول، أحمد إيراج، جمعان الرويعي، علي الغرير، عبد الله عبد العزيز، مدير التصوير : عبد الرحمن الملا، المقدمة : عبد الكريم عبد القادر، كلمات : علي الشرقاوي، منتج منفذ : المجرن للإنتاج الفني إنتاج : تلفزيون البحرين |
| 2007        | نعم ولا           | وداد الكواري                            | بطولة : عبد العزيز جاسم، اسمهان توفيق، زهره عرفات، محمد الحجي، مدير التصوير : عبد الرحمن الملا، المقدمة : ماجد المهندس، منتج منفذ : المنار للإنتاج الفني، إنتاج : تلفزيون قطر.                                                                                           |
| 2008        | ظل الياسمين       | وداد الكواري                            | بطولة : إبراهيم الصلال، يوسف بوهلول، شهد الياسين، فاطمة عبد الرحيم، محمد الحجي، مدير التصوير : عبد الرحمن الملا، المقدمة : هند، منتج منفذ : مركز الباشا للإنتاج الفني، إنتاج : قناة أم بي سي.                                                                            |
| 2010        | بنات آدم          | جمال سالم                               | بطولة : غانم السليطي، حبيب غلوم، باسمة حمادة، هيفاء حسين، سميرة أحمد، المقدمة : طلال سلامة، إنتاج : تلفزيون الكويت |
| 2010        | متلف الروح        | مهدي الصايغ                             | بطولة : غانم السليطي، هيفاء حسين، أحمد إيراج، زهرة عرفات، عبد المحسن النمر، مدير التصوير : عبد الرحمن الملا، منتج منفذ :جاسم الغريب، صلاح جناحي، إنتاج : تلفزيون البحرين.                                                                                                |
| 2020 - 2011 |                   |                                         | |
| 2011        | سماء ثانية        | أمين صالح                               | بطولة : هيفاء حسين، أحمد إيراج، عبد الله عبد العزيز، عبد المحسن النمر، المقدمة : الفنانة هند، منتج منفذ :إن فوكس، إنتاج : صباح بيكتشر. |
| 2012        | حبر العيون        | جمال سالم                               | بطولة : حياة الفهد، أحمد الصالح، أحمد الجسمي، هند البلوشي، محمود بوشهري منتج منفذ :جرناس وجمال سالم، إنتاج : صباح بيكتشر. |
| 2014        | أهل الدار         | راشد جودر                               | بطولة : هيفاء حسين، فاطمة عبد الرحيم، ريم أرحمة، شهد الياسين، صابرين بوراشد منتج منفذ : ، إنتاج : تلفزيون البحرين. |
| 2014        | الخافي أعظم       |                                         | |